# To Love Again (Alesha Dixon)
To Love Again è il primo singolo estratto da una riedizione del secondo album di Alesha Dixon, The Alesha Show, intitolato The Alesha Show - Encore pubblicato da Asylum Records. La canzone è prodotta da John Shanks e scritta da Gary Barlow, ed è una delle di quattro nuove tracce che appaiono nella riedizione. Bimbo Jones ha creato un remix per discoteca della canzone. Le vendite raccolte nella prima settimana dalla canzone sono state donate all'evento di beneficenza Children in Need.

## Il brano
To Love Again è una ballata pop con influenze R&B che dura 3 minuti e 51 secondi. Gli strumenti utilizzati principalmente nella canzone sono il pianoforte e la chitarra.

## Video musicale
Il video musicale originariamente doveva essere girato a Praga, tuttavia, le riprese del video hanno coinciso con una visita papale di Papa Benedetto XVI e si sarebbero verificate difficoltà nelle riprese. Inoltre, il Ponte Carlo, che doveva essere presente nel video, era ricoperto da impalcature, causando ulteriori complicazioni nelle riprese. Il nuovo video, girato l'8 ottobre 2009 a Battersea Park, Londra, mostra Dixon che cammina in un parco nebbioso con foglie autunnali sparse sul terreno. Il suo partner sognato appare e scompare in tutto il video a intermittenza, dando l'impressione che sia simile a uno spirito. Il video termina di notte con Dixon nel parco al centro di un gruppo di persone, con i grattacieli sullo sfondo, con una serie di lanterne che volano nel cielo. Il video è stato diretto da Big TV!.